# La Cabane à Midas
La Cabane à Midas est une série télévisée québécoise pour enfants, diffusée de 1967 à 1970 sur Télé-Métropole.

## Synopsis
La Cabane à Midas débute lors de la saison 1967-1968. À partir du 10 juin 1968, l'émission est diffusée du lundi au vendredi de 17:30 à 18:00.  À partir de la semaine du 9 au 13 septembre 1968, l'horaire est modifié et l'émission est diffusée de 16:00 à 16:30.  À partir du 22 juin 1969, l'émission est diffusée de 16:30 à 17:00, puis à partir du 8 septembre 1969, elle est diffusée de 16:00 à 16:30. Dans cette émission, Roger Giguère est le marionnettiste de Midas et prête également sa voix au personnage. Désiré Aerts incarne l'Oncle Pierre.
Il est à noter que le thème musical du générique est une composition de Perrey and Kingsley (en), Swan's Splashdown, inspirée de la Danse des petits cygnes de Tchaïkovsky.
En 1970, Désiré Aerts se voit confier l'animation d'une nouvelle série intitulée Chez le prof. Pierre.

## Distribution
- Désiré Aerts : Oncle Pierre
- Roger Giguère : Midas

## Discographie

### Albums
| Année | Album                                          | Étiquette    | Classement | Notes |
| ----- | ---------------------------------------------- | ------------ | ---------- | ----- |
| 1968  | La cabane à Midas                              | Trans-Canada | —          |       |
| 1969  | La cabane à Midas – L'enlèvement de Midassette | Trans-Canada | —          |       |
| 1969  | Noël à la cabane à Midas                       | Trans-Canada | —          |       |

### Simples
| Année | Simple                                        | Étiquette    | Classement | Notes               |
| ----- | --------------------------------------------- | ------------ | ---------- | ------------------- |
| 1969  | Manha mahna – Le cauchemar de Midas           | Trans-Canada | —          | Simple de Midas     |
| 1969  | Zoom bye bye (Dany Aubé et Midas) – Le manège | Trans-Canada | N°12 —     | Simple de Dany Aubé |

Voir également les discographies de Roger Giguère et Désiré Aerts

### Commentaire
Midas animera également une émission de radio à CJMS au cours de la saison 1971-1972.